# Britská invaze na Island
Britská invaze na Island (kódové označení Operation Fork) byla provedena 10. května 1940. K invazi došlo, protože britská vláda se obávala, že Island bude vojensky využit nacistickým Německem, které o měsíc dříve obsadilo Dánsko.

## Průběh
Na začátku druhé světové války Spojené království v rámci své námořní blokády zavedlo přísné vývozní kontroly na islandské zboží, které bránilo ziskovým zásilkám do Německa. Spojené království nabídlo pomoc Islandu a nabízelo spolupracovat „jako válečníci a spojenci“, ale islandská vláda odmítla a znovu potvrdila svou neutralitu. Německá diplomatická přítomnost na Islandu spolu se strategickým významem ostrova vládu Spojeného království nadále znepokojovala. Poté, co se nepodařilo islandskou vládu přesvědčit, Spojené království zaútočilo ráno 10. května 1940. Invazní jednotka o počtu 746 mužů pod velením plukovníka Roberta Sturgese se vylodila v hlavním městě Reykjavíku. Jednotky nenarazily na žádný odpor a rychle zahájili deaktivaci komunikační sítě, zabezpečení strategických míst a zatýkání německých občanů.

## Následky
Britové poté nabídli Islandu několik výhodných obchodních dohod a kompenzací a slíbili, že po válce odejdou. Winston Churchill Island osobně navštívil. V průběhu následujících měsíců Britové na ostrov stále přisouvali další vojáky, v jednu chvíli zde bylo umístěno asi 20 000 osob. Dne 7. července 1941, něco málo přes rok po britské invazi, byla obrana Islandu převedena z Británie na Spojené státy.